# Paul Theeten
Paul Theeten, né le 23 janvier 1918 à Berck (Pas-de-Calais) et mort le 15 avril 1975 à Paris, est un homme politique français.
Mobilisé en 1939, Paul Theetten devait parmi les premiers rejoindre Londres où il sert à l’état-major particulier du général de Gaulle avant de prendre part à l’expédition de Dakar et aux opérations du Gabon. Chargé de la mise sur pied et de l’instruction des unités F.F.L. d’Afrique noire, il séjournera au Cameroun, en Oubangui et au Tchad, puis participera, comme sous-lieutenant aux campagnes d’Italie, de France et d’Allemagne, au cours desquelles il sera cité,.
Il est député du Nord entre 1946 et 1951, conseiller municipal de la ville d'Armentières de 1950 à 1959, et conseiller général du canton d'Armentières entre 1955 et 1961.